# Geke Linker
Geertruida Hendrika Alida (Geke) Linker (Scherpenzeel, 22 september 1921) was tijdens haar studie in de Tweede Wereldoorlog actief in het verzet.

## Biografie
Geke Linker was het oudste kind van een arm gezin, waar nog zes kinderen zouden volgen. In 1941 ging zij psychologie studeren aan de Universiteit van Utrecht. In de zomer van 1942 kwam zij in contact met Jan Meulenbelt, een collega-student die het Utrechts Kindercomité had opgericht, en sindsdien besteedde zij haar meeste tijd aan het redden van Joodse kinderen uit de handen van de Duitsers. Ze vervoerde kinderen die uit de crèche tegenover de Hollandsche Schouwburg waren gesmokkeld naar onderduikadressen door geheel Nederland. Ook bracht ze valse identiteitsbewijzen en voedselbonnen naar Joodse onderduikers.

## Gevangenschap
Op maandag 29 november 1943 werd zij verraden en gearresteerd, samen met haar studievriendin Martha van Malsen. Na een maandenlang verblijf in de gevangenis aan de Amstelveenseweg in Amsterdam werd zij in maart 1944 overgebracht naar Kamp Vught. Zij werd tewerkgesteld in het Michelincommando en in augustus 1944 wegens sabotage in de fabriek opgesloten in de bunker, in dezelfde cel als Tiny Boosman en Hetty Voûte. In september 1944 werd zij met het laatste transport uit Vught gedeporteerd naar concentratiekamp Ravensbrück. In Ravensbrück liep zij tuberculose op. Vlak voor het einde van de oorlog werd ze opgehaald door het Zweedse Rode Kruis om in Zweden aan te sterken.

## Na de oorlog
Maanden nadat Nederland bevrijd was, kwam Geke Linker in Nederland terug en ging politieke wetenschappen studeren. In 2003 ontving zij de Yad Vashem-onderscheiding Rechtvaardige onder de Volkeren.